# Lucconigo
Lucconigo o Locovgniach (in croato Lukovnik) è un isolotto disabitato della Croazia, situato lungo la costa dalmata settentrionale davanti al porto di Trebocconi; fa parte dell'arcipelago di Sebenico. Amministrativamente appartiene al comune di Trebocconi nella regione di Sebenico e Tenin.

## Geografia
Lucconigo è situato tra la punta settentrionale di Lucorano (da cui dista solo 75 m) e il porto di Trebocconi, da cui lo separa un piccolo canale largo 110 m.
L'isolotto ha un'altezza massima di 33 m, una superficie di 0,056 km² e uno sviluppo costiero di 0,93 km.

### Isole adiacenti
- Caino (Sovljak), a nord-ovest, a 1,7 km[2].
- Prisgnago[8], Prisgnak[6] o Prisnac[9][10] (Prišnjak), a ovest a circa 1,1 km; l'isolotto, di forma allungata, ha una lunghezza di circa 280 m[2], un'area di 0,022 km²[7], una costa lunga 691 m[7] e un'altezza di 12 m[2] 43°45′07″N 15°43′28″E.
- Lucorano (Logorun), a sud-est.

### Cartografia
- (HR) Mappa topografica della Croazia 1:25000, su preglednik.arkod.hr. URL consultato il 12 settembre 2017.
- G. Giani, Carta prospettiva delle Comuni censuarie della Dalmazia, foglio 6, 1839. Fondo Miscellanea cartografica catastale, Archivio di Stato di Trieste.
- Carta di cabottaggio del mare Adriatico, foglio VII, Milano, Istituto geografico militare, 1822-1824. URL consultato il 22 dicembre 2016 (archiviato dall'url originale il 13 aprile 2013).